# NGC 7794
NGC 7794 је спирална галаксија у сазвежђу Пегаз која се налази на NGC листи објеката дубоког неба.
Деклинација објекта је + 10° 43' 42" а ректасцензија 23h 58m 34,1s. Привидна величина (магнитуда) објекта NGC 7794 износи 12,8 а фотографска магнитуда 13,6. NGC 7794 је још познат и под ознакама UGC 12872, MCG 2-1-4, CGCG 433-10, KUG 2356+104, IRAS 23560+1026, PGC 73103.